# Alemannische Dialekte

Das traditionelle Verbreitungsgebiet westoberdeutscher (=alemannischer) Dialektmerkmale im 19. und 20. Jahrhundert

Als Alemannisch, im weiteren Sinne auch Alemannisch-Schwäbisch oder Westoberdeutsch, werden in der germanistischen Linguistik aufgrund gemeinsamer Sprachmerkmale diverse im Südwesten des deutschen Sprachraums gesprochene Dialekte bzw. Mundarten bezeichnet. Zusammen mit anderen Dialektgruppen zählen sie zum Oberdeutschen und somit auch zum Hochdeutschen.
Die Bezeichnung „alemannisch“ greift den Volksnamen der Alemannen auf, wenngleich die alemannischen Dialekte keinesfalls mit deren Sprach- oder Dialektformen gleichgesetzt werden können (siehe Kapitel Dialekt- und Sprachgeschichte). Die Bezeichnung der alemannischen Dialektgruppe als „Westoberdeutsch“ ist daher sinnvoller, aber wie bei den Dialekt- bzw. Mundartbezeichnungen im übrigen deutschen Sprachraum haben sich auch hier die an die historischen Volksstämme angelehnten Termini durchgesetzt (siehe Kapitel Gliederung). Volkstümlich geworden ist der Begriff „alemannisch“ allerdings nur in Südbaden; in der Schweiz etwa tritt er zumeist hinter dem Begriff „Schweizerdeutsch“ zurück und im Elsass sind es die alemannischen Dialekte des „Elsässischen“.
Im 19. Jahrhundert konkurrierten die Schreibungen „alemannisch“ und „allemannisch“ – erstere wohl mit Bezugnahme auf die lateinische Überlieferung („Alamanni“, „Alemanni“), letzteres etymologisierend („alle Männer/Menschen“). Seit Karl Weinholds Alemannischer Grammatik von 1863 hat sich in der Wissenschaft und schließlich allgemeinsprachlich die erstere Variante durchgesetzt.

## Verbreitungsgebiet, Gliederung und Verwendung

### Autochthones Verbreitungsgebiet
Das autochthone beziehungsweise traditionelle Verbreitungsgebiet grenzt im Norden an das der ost-, süd- sowie rheinfränkischen Dialekte und im Osten an das der bairischen Dialekte, im Süden und Westen schließen sich Gebiete romanischer Sprachen (Bündnerromanisch, Italienisch und Französisch) bzw. romanischer Mundarten an. Die einzelnen Teile des Verbreitungsgebietes nach Staaten bzw. Staatsteilen, im Uhrzeigersinn, beginnend im Norden:
- Baden-Württemberg: Die südlichen zwei Drittel des Landes liegen im alemannischen Dialektraum. Ältester Teil des gegenwärtigen alemannischen Sprachraums (schon seit dem 3. Jahrhundert Siedlungsraum der Alamannen). In Baden einschließlich Baden-Baden, Rastatt und Pforzheim, wenn man diverse südfränkisch-alemannische bzw. südfränkisch-schwäbische Übergangsdialekte mit berücksichtigt. In Württemberg liegen Heilbronn, Schwäbisch Hall und Crailsheim bereits in traditionell süd- bzw. ostfränkischem Gebiet. In und um Heilbronn, Hohenlohe sowie in Hall verbreiten sich in jüngster Zeit schwäbische Dialektmerkmale.
- Bayern: In Bayern liegt vor allem der Regierungsbezirk Schwaben im alemannischen Dialektraum, zusätzlich Dinkelsbühl (ostfränkisch-schwäbischer Mischdialekt mit einigen wenigen bairischen Einflüssen)[6] und oberbayerische Gebiete westlich des Lech, aber ohne die Gegend östlich von Augsburg. Zwischen Augsburg und Alpen liegt ein schwäbisch-bairisches Übergangsgebiet, westlich des Lech schwäbisch dominiert, östlich des Lech bairisch (Lechrain).[7] Im Osten wird das Alemannische vom Bairischen und im Norden vom Ostfränkischen teilweise zunehmend überlagert.
- Österreich: Neben Vorarlberg auch in kleinen Teilen Tirols im Bezirk Reutte bzw. Außerfern (schwäbisch bzw. schwäbisch-bairisch um Reutte, höchstalemannisch um Steeg, Rest bairisch) und im Bezirk Landeck (St. Anton am Arlberg, Paznaun). Teilweise zunehmend vom Österreichischen bzw. Bairischen überlagert.
- Liechtenstein: der aus elf Gemeinden bestehende Zwergstaat ist der einzige Staat, der komplett im alemannischen Dialektraum liegt.

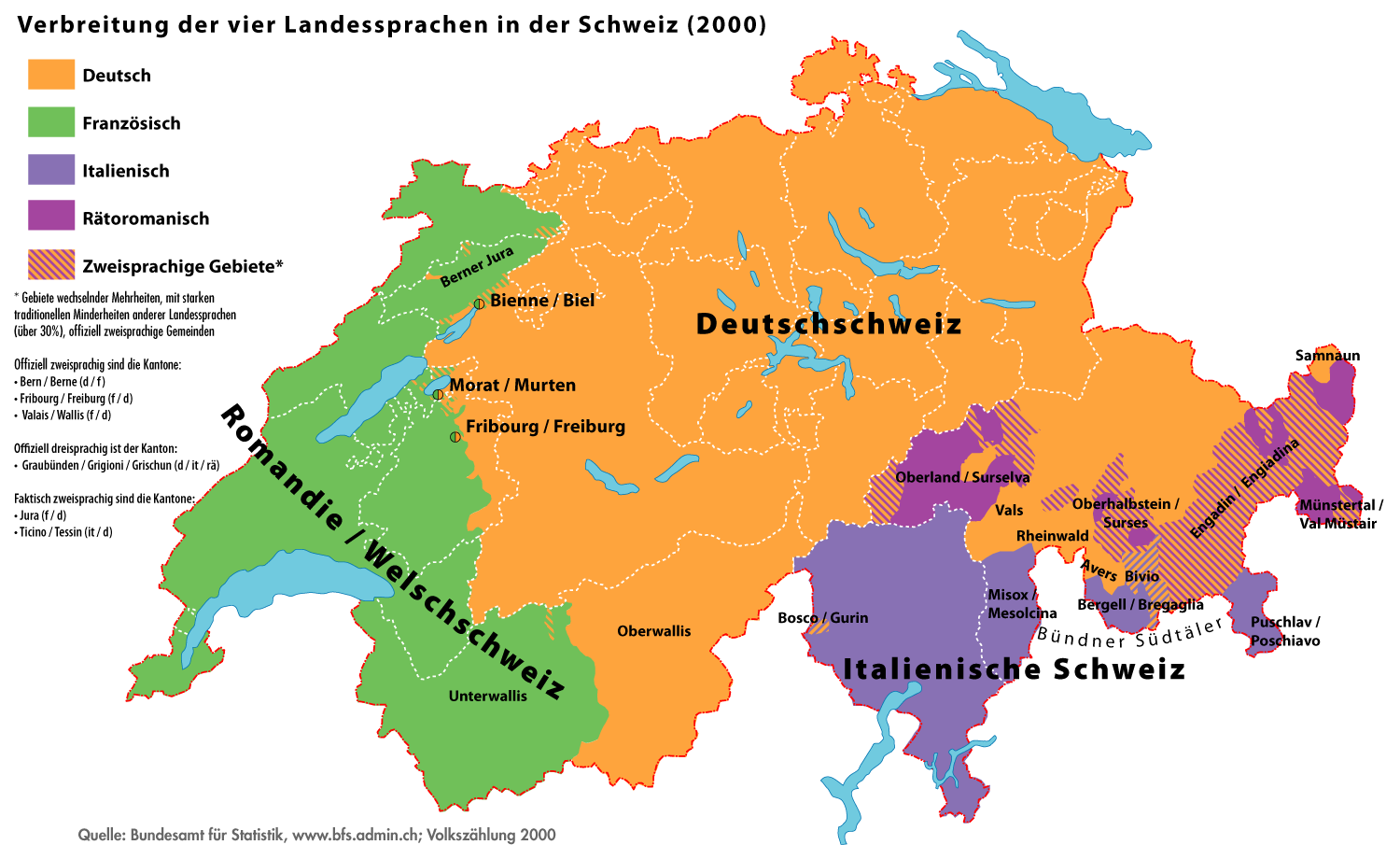
Deutschschweiz im Rahmen der Schweizer Sprachgebiete (Jahr 2000)

- Schweiz: die Deutschschweiz (außer dem südbairischen Samnaun). Einige Gebiete wurden vergleichsweise spät von alemannisch sprechenden Menschen besiedelt, so vor allem die Gegend westlich der Aare, das Wallis und die Gebiete der Walser (vor allem Graubünden). Das Bündnerromanische (Rätoromanische) steht bis heute in Konkurrenz zu alemannischen Dialekten bzw. zur Verkehrssprache Deutsch (vgl. Traditionell rätoromanischsprachiges Gebiet Graubündens).
- Italien: in der Region Piemont (u. a. im Val Formazza und in der Valsesia) und in der Region Aosta (vor allem Val di Gressoney). Amts- und Verkehrssprache ist Italienisch.

Alemannische Dialekte in Elsass-Lothringen im 19. Jh. (Grüntöne)

- Frankreich: vor allem im Elsass. Traditionell südfränkische Gebiete im Elsass sind die Gegenden um Weißenburg und Lauterburg, das sogenannte Krumme Elsass um Sarre-Union ist traditionell rheinfränkisch. Traditionell romanische Gebiete des Elsass sind vor allem das obere Breuschtal, Teile des Weilertals sowie die Gegenden um Sainte-Marie-aux-Mines, Lapoutroie und Montreux. Mehrere Gemeinden des Départements Moselle um Pfalzburg zählen ebenfalls zum alemannischen Dialektraum.[1][2] Amts- und Verkehrssprache ist Französisch.

Eine detaillierte Abgrenzung gibt der Artikel Grenzorte des alemannischen Dialektraums.

### Allochthones Verbreitungsgebiet
Alle allochthonen Verbreitungsgebiete liegen in Gegenden, in denen nicht Deutsch Amts- und Verkehrssprache ist, und führen bzw. führten daher lediglich ein Nischendasein.
- Rumänien: Im Banater Dorf Saderlach (rum. Zădăreni), das im 18. Jahrhundert von südbadischen Auswanderern besiedelt wurde, hat sich bis Ende des 20. Jahrhunderts ein hochalemannischer Dialekt erhalten.
- USA: Im Bundesstaat Indiana gibt es eine berndeutsche (Adams County) und eine niederalemannisch-elsässische Sprachinsel (Allen County). Die Sprecher sind Old Order Amische. Der Dialekt wird im Allgemeinen an die Kinder weitergegeben. Das Berndeutsche mit etwa 15.000 Sprechern (5 % aller Amischen) ist stabil, das Elsässische wird einerseits vom Pennsylvania-Deutsch der Mehrheit der Amischen bedrängt, anderseits vom Berndeutschen, das mehr Sprecher hat als das Elsässische mit etwa 6.000 Sprechern (2 % aller Amischen).
- Venezuela: Durch Auswanderer, die 1843 von den südbadischen Orten Endingen am Kaiserstuhl, Wyhl und Forchheim (Kaiserstuhl) nach Venezuela auswanderten, bildete sich das alemannische Sprachgebiet von Colonia Tovar, in dem das Alemán Coloniero gesprochen wird.

### Gliederung
Die alemannischen Mundarten wurden von der Mehrheit der Dialektforschung des 19. und 20. Jahrhunderts in drei bis fünf Hauptgruppen gegliedert. Von Nord bzw. Nordost nach Süd bzw. Südwest kann man nach bestimmten wichtigen Laut- und anderen Sprachmerkmalen unterscheiden Schwäbisch, Niederalemannisch (Oberrheinalemannisch und Bodenseealemannisch), Hochalemannisch und Höchstalemannisch:
- Die nordöstlichen alemannischen Mundarten werden unter der Bezeichnung Schwäbisch zusammengefasst und werden vor allem in Württemberg und Bayern gesprochen. Das Verbreitungsgebiet entspricht grob dem Territorium des Schwäbischen Reichskreises, abgesehen von dessen Territorien an Bodensee und Rhein. Das Schwäbische befindet sich im Osten und Norden teilweise unter Einfluss bairischer und ostfränkischer Dialektmerkmale, andererseits breiten sich schwäbische Mundartkennzeichen partiell nach Süden, Westen und Norden aus (Bodensee, Baar, Pforzheim, Heilbronn, Schwäbisch Hall).
- Die nordwestlichen alemannischen Dialekte werden unter der Bezeichnung Oberrheinalemannisch oder Niederalemannisch (im engeren Sinne) zusammengefasst. Diese Benennung rührt von der Oberrheinischen Tiefebene her, welche diesbezüglich die Osthälfte der Vogesen und die Westhälfte des Schwarzwaldes einschließt. Sie werden vor allem im Elsass und in Südbaden gesprochen. Das Oberrheinalemannische steht im Norden prinzipiell unter Einfluss süd- und rheinfränkischer Mundartmerkmale, der historische Straßburger Stadtdialekt wird sogar als explizite alemannisch-südfränkische Mundart aufgefasst. Im Süden hingegen dringen oberrheinische Dialektkennzeichen nach Süden vor, die Stadtmundart von Basel gilt bereits als oberrheinalemannisch.
- Bestimmte in zentralen Bereichen des alemannischen Raums gesprochene Dialekte werden unter der Bezeichnung Bodenseealemannisch[8] oder Mittelalemannisch[9] zusammengefasst. Diese sind jedoch nicht nur im Bodenseebecken verbreitet (und umfassen jenes auch nicht ganz), sondern auch nordwestlich und südöstlich davon, die Benennung Bodenseealemannisch ist daher irreführend. Der Terminus Mittelalemannisch reiht sich hingegen in die Terminologie Niederalemannisch (im engeren Sinn), Hochalemannisch und Höchstalemannisch ein. Das Verbreitungsgebiet bedeckt jeweils eher kleinere Gebiete im südöstlichen Baden, im südlichsten Württemberg, im südwestlichen Bayern, im nördlichen Vorarlberg und in der nordöstlichsten Schweiz. Das Bodenseealemannische ist stark unter Druck benachbarter Mundartgruppen, vor allem des Schwäbischen, aber auch des Hochalemannischen.
- Die oberrhein- und bodenseealemannischen Dialektkennzeichen werden auch zum Niederalemannischen (im weiteren Sinne) zusammengefasst. Es handelt sich dabei allerdings um eine höchst heterogene Gruppe, deren Zweiteilung gemäß den vorangehenden beiden Absätzen sich aufdrängt.
- Die südlichen alemannischen Mundarten werden zum Hochalemannischen und zum Höchstalemannischen zusammengefasst. „Hoch-“ und „Höchst-“ verweisen darauf, dass diese Gebiete durchschnittlich höher liegen als die nördlich gelegenen Gebiete des Niederalemannischen und Schwäbischen. Das Hochalemannische wird vor allem in der Schweiz, im südlichen Vorarlberg, im südlichsten Baden und im südlichsten Elsass gesprochen. Es steht vor allem außerhalb der Schweiz unter Einfluss niederalemannischer Dialektmerkmale, in der Schweiz hingegen breiten sich hochalemannische Merkmale nach Süden in das höchstalemannische Gebiet aus. Das Höchstalemannische ist vor allem in der südlichen Deutschschweiz und in den Walserorten Österreichs beheimatet. Es steht generell unter Druck hochalemannischer Mundartkennzeichen.

Andere Sprachwissenschaftler gliederten das Alemannische wie folgt:
- Alemannisch[10]
  - Nordalemannisch
    - Schwäbisch
    - Niederalemannisch

  - Mittelalemannisch (Übergangsbereich)
  - Südalemannisch
    - Hochalemannisch
    - Höchstalemannisch

- Alemannisch[11]
  - Nordalemannisch
    - Schwäbisch
    - Niederalemannisch = Oberrheinisch

  - Mittelalemannisch (Übergangsbereich zwischen Schwäbisch und Hochalemannisch)
  - Südalemannisch = Hochalemannisch

- Alemannisch[12]
  - Schwäbisch
  - Niederalemannisch = Nordalemannisch
  - Hochalemannisch = Südalemannisch

- Westoberdeutsch[13]
  - Schwäbisch
  - Alemannisch
    - Niederalemannisch
    - Hochalemannisch

Neben diesen linguistischen Einteilungen sind teilweise Bezeichnungen geläufiger, die die Mundarten bestimmter Staatsgebiete zusammenfassen. Für den alemannischen Dialektraum sind zu nennen Elsässisch, Schweizerdeutsch, Badisch und Vorarlbergisch. Diese zeichnen sich dadurch aus, dass sie nicht wie die linguistischen Hauptgruppen verwandte Ortsdialekte zusammenfassen, sondern in sich nicht kohärente Dialektgebiete vereinen. Dennoch haben vor allem „Schweizerdeutsch“ und „Elsässisch“ durchaus ihre Berechtigung, da im Elsass und in der Schweiz ganz besondere Rahmenbedingungen des Dialekts herrschen, die vor allem in der Schweiz zu einem eigenständigen Umgang mit dem Dialekt geführt haben. In rein linguistischer Hinsicht bildet das Schweizerdeutsche also keine spezielle Gruppe des Alemannischen, wohl aber in sprachpolitischer. Im Prinzip gelten ebenso in den anderen Staaten für die Verwendung des Dialekts besondere, von soziokulturellen Entwicklungen des jeweiligen Staates geprägte Sprachbedingungen, vor allem in Frankreich und Österreich (vgl. Liste von Austriazismen).
Hoch- und Höchstalemannisch wurden teilweise auch unter südalemannisch, Niederalemannisch und Schwäbisch selten unter nordalemannisch zusammengefasst.
Zwischen den Verbreitungsgebieten der oben aufgeführten linguistischen Hauptgruppen sowie zu den fränkischen und bairischen Mundarten bestehen häufig Übergangsdialekte, die kleinere oder größere Gebiete einnehmen. Darüber hinaus lassen sich die Dialekte überall in Regional- und Ortsdialekte weiterdifferenzieren (Berndeutsch, Baseldeutsch, Straßburgisch, Augsburgisch, Ostschwäbisch usw.). Neben dieser rein räumlichen lassen sich bei der Gliederung unter anderen durchaus auch zeitlich-historische sowie soziologische Komponenten heranziehen (z. B. Honoratiorenschwäbisch).
Der Gesamtausdruck „alemannisch“ wird nicht selten nur in einem engeren Sinn verwendet und meint dann nur nieder-, hoch- und höchstalemannisch. Nicht selten wird er weiter verengt auf bestimmte Regionen angewandt (vor allem Südbaden). In der Schweiz, im Elsass und im Schwäbischen ist er oft wenig bis gar nicht geläufig.
Im Verhältnis der Hauptdialektgruppen untereinander besteht eine große Dynamik, die dafür sorgt, dass bestimmte Dialektmerkmale räumlich wachsen oder aber verdrängt werden und sogar ganz verschwinden. Zu den in dieser Hinsicht expandierenden und somit wirkmächtigsten Dialektgruppen gehören das Hochalemannische, das Schwäbische und das Oberrheinalemannische, eine gegenteilige Rolle wird vor allem vom Bodenseealemannischen eingenommen. So breiten sich in der Schweiz die Dialekte der Agglomerationen in das Umland aus, wodurch es beispielsweise im südlichen Bernbiet zu einem Rückzug höchstalemannischer Merkmale kommt. Schwäbische Merkmale dominieren den gesamtalemannischen Raum Baden-Württembergs und sickern in niederalemannisches, vor allem bodenseealemannisches, aber auch oberrheinalemannisches und fränkisches Gebiet ein. In Baden und Frankreich hat aber das Oberrheinalemannische seinerseits eine verdrängende Kraft gegenüber den dortigen Hochalemannismen im Sundgau und im Breisgau entwickelt.

### Verwendung
Im aktuellen bzw. historischen autochthonen Verbreitungsgebiet der alemannischen Mundarten im Südwesten des deutschen Sprachraums wohnen etwa 10 Millionen Menschen. Sofern diese überhaupt Dialekt oder vom Dialekt beeinflusst sprechen, ist die Ausprägung sehr unterschiedlich: Die Bandbreite reicht von mit leicht gefärbter Umgangssprache Sprechenden bis zu nicht des Standarddeutschen Mächtigen. In der Schweiz existiert heutzutage eine informelle und recht starke Trennung, zu welchen Anlässen Dialekt (Schweizerdeutsch) oder Hochsprache (Schweizer Hochdeutsch) verwendet wird.

## Dialekt- und Sprachgeschichte

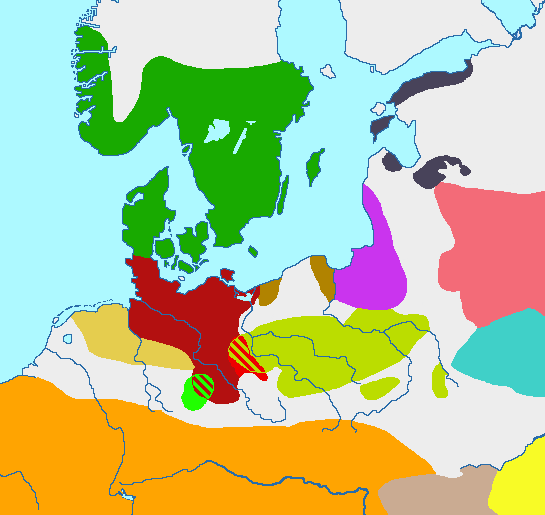
Gebiet der germanischen Jastorf-Kultur (dunkelrot) in der späten, vorrömischen Eisenzeit, vor der Ausbreitung nach Süden (orange: Keltisches Gebiet)

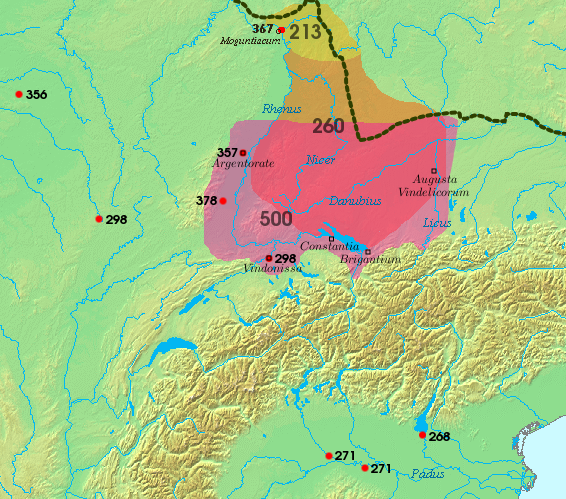
Alemannischer Siedlungsraum (nicht: Sprachraum) 3.−5. Jh. n. Chr.

Als erste fassbare Sprachgrenzen im heutigen westoberdeutschen Raum könnten die verschiedenen römischen Reichsgrenzen aufgefasst werden, die romanisierte Kelten von nicht romanisierten Kelten bzw. später Germanen trennten. Die Germanen hatten sich als eigene Kultur während des 2. Jahrtausends vor Christus im Ostseeraum aus einer Überlagerung der indoeuropäischen Schnurkeramikkultur mit der nicht-indoeuropäischen Trichterbecherkultur gebildet. Diese Germanen formten ab 600 vor Christus in Norddeutschland die Jastorf-Kultur und rückten später nach Süden vor, wo sie die Kelten verdrängten und die römische Grenze erreichten. Im 3. Jahrhundert überschritten Teile dieser germanischen Gruppen, namentlich die Alemannen, zwischen Rhein und Donau erstmals dauerhaft und ohne im römischen Reich assimiliert zu werden die Reichsgrenze. Nach dem Zerfall des Römischen Reiches im 5. Jahrhundert besiedelten die noch nicht sesshaft lebenden Germanen auch die meisten übrigen Gebiete des heutigen westoberdeutschen Dialektraumes, den sie dann auch herrschaftlich dominierten. Vom 5./6. Jahrhundert an kann also von einer überwiegenden sprachlichen Kontinuität im späteren alemannischen Mundartgebiet ausgegangen werden. Verbliebene gallo-romanische Gruppen wurden nach und nach assimiliert.
Bereits im 4. Jahrhundert hatte im germanischen Sprachraum die bis ins 7. Jahrhundert andauernde Zweite Lautverschiebung (2. LV) eingesetzt, die für die Trennung in althochdeutsche und altniederdeutsche (altniederfränkisch und altsächsisch) Idiome sorgte. Die Sprachmerkmale der 2. LV hatten ihren Ursprung im Südosten des damaligen germanischen Sprachraums, breiteten sich in der Folge über den Süden und die Mitte aus und veränderten dort die Sprache hin zu althochdeutschen Formen. Die althochdeutschen Formen sind die jüngeren Sprachformen. Im Norden setzten sich diese neuen Sprachformen nicht oder nur zum kleinen Teil durch, es blieb bei den altniederdeutschen Idiomen. Das Wort „deutsch“ bestand damals jedoch noch nicht. Die Wortbestandteile -nieder- und -hoch- entstammen geographischer Perspektive (nieder=nördlich, hoch=südlich). Die 2. LV sorgte also für zwei Großdialekte, zwei Sprechergruppen. In den althochdeutschen Idiomen sagte man nun wazzar ‚Wasser‘, mahhōn ‚machen‘, zīt ‚Zeit‘ und slāfan ‚schlafen‘, während die altniederdeutschen Lautungen bei watar, makōn, tīd und slāpan verblieben (vgl. altenglisch wæter, macian, tīd, slǣpan, neuenglisch water, make, tide, sleep). Aus den hochdeutschen Dialekten entwickelte sich das heutige Standarddeutsch, aus bestimmten niederdeutschen Dialekten (altniederfränkisch) das heutige Niederländische.
Aus den literarischen und archäologischen Zeugnissen können in weiten Teilen Mitteleuropas für die Zeit des 7. und 8. Jahrhunderts drei Sprachgruppen abgeleitet werden: althochdeutsche Idiome (Alemannien und Baiern im Süden, Ost- und Rheinfranken in der Mitte), altniederfränkische Idiome im Nordwesten und altsächsische Idiome im Norden. Für die einzelnen germanischen Großdialekte wurden die Namen der germanischen Gruppen der Franken, Alemannen, Sachsen und Baiern maßgeblich, ein Umstand, der zukünftig zur irrigen Gleichsetzung von Sprach- und Siedlungsraum führte. Die Alemannen und Franken waren bereits in antiken Quellen präsent, die Baiern tauchen als Bezeichnung erst um 500 auf (politische Gemeinschaft aus Alemannen, anderen Germanen, Slawen und Romanen). Die Alemannen und Baiern werden manchmal aus archäologischen Erkenntnissen heraus einer elbgermanischen Einheit zugeordnet, die Franken hingegen einem rhein-weser-germanischen Kreis. Aus solchen möglichen archäologischen Zusammenhängen dürfen allerdings keine Folgen für die überlieferten Sprachverhältnisse gezogen werden. Die ältesten alemannischen und altbairischen Sprachzeugnisse unterscheiden sich kaum voneinander – man kann für Alemannien und Baiern also von einer gewissen sprachlichen Einheit ausgehen.
Die Dialektlandschaft des 8. Jahrhunderts war eher von Süd nach Nord als von West nach Ost gegliedert. Die Großdialekte erscheinen in sich relativ homogen, die Kleinräumigkeit und die Unterscheidbarkeit eines „alemannischen“ Dialekts z. B. vom „bairischen“ Dialekt entstand erst in den darauffolgenden Jahrhunderten. Allgemein gesehen kann es viele verschiedene Gründe geben, die solche Sprachbewegungen erleichtert und behindert haben. Zu nennen sind an möglichen Faktoren:
- Teilnahme oder Nichtteilnahme bestimmter Bevölkerungsgruppen am überregionalen Verkehr
- fehlende überregionale Schreibsprache (Latein)
- vorhandene oder fehlende Schreibkenntnisse
- politische und kirchliche Organisationsformen (zersplitterte oder relativ einheitliche Territorien, Verlauf politischer und kirchlicher Grenzen)
- naturräumliche Gliederung (natürliche Grenzen und Verbindungen, vielfältige oder relativ einheitliche Naturräume)

Die im heutigen bairischen Raum entstehenden und von ihm ausgehenden neuen Formen blieben entweder kleinräumig oder breiteten sich aus, daher entstand gerade im alemannischen Raum eine vielgestaltige Dialektlandschaft, je nachdem, wie sehr sich neue Formen durchgesetzt haben. Ein Ergebnis dieser in Mittelalter und Frühneuzeit ablaufenden Prozesse sind die später so genannten, auch in sich reich gegliederten alemannischen/westoberdeutschen Dialekte und ihr Gebiet. Beispielsweise zeichnet sich das Schwäbische durch besonders viele der neuen Formen aus, das Höchstalemannische hingegen ist ein Bereich, in den die neuen Formen kaum oder nicht eindrangen. Einheitlichere Mundarträume als der alemannische finden sich z. B. östlich der Elbe, wo die Territorien und Naturräume großräumiger waren und Menschen unterschiedlicher Herkunft siedelten.
Die deutliche Mundartgrenze beispielsweise zwischen dem Schwäbischen und Bairischen am unteren Lech ist kein Nachhall etwaiger germanischer Kulturräume („Stämme“), sondern Resultat dieser mittelalterlichen Sprachbewegungen. Diese Sprachbewegungen, durch die die neuen (bairischen) Formen in Gebiete vergleichsweise älterer (alemannischer) Formen vordrangen, kamen am unteren Lech zum Stillstand. Zwischen dem 6. und 7. Jahrhundert gab es zwischen den Siedlungen links und rechts des unteren Lech noch kaum sprachliche oder archäologische Unterschiede. Später wurde der untere Lech eine starke, über 1000 Jahre wirksame, stabile politische Grenze zwischen dem Herzogtum Bayern und den Territorien des Schwäbischen Reichskreises, und auch die natürlichen Bedingungen (Überschwemmungsgebiete des Lech) förderten den Umstand, dass der sprachliche Austausch zwischen den Dörfern zum Erliegen kam. Die neuen, aus Osten heranwandernden Sprachformen stoppten am unteren Lech. Die Unterschiede zwischen dem Schwäbischen und dem Bairischen entstanden also relativ spät, und zwar aufgrund der Zugehörigkeit zu verschiedenen Kommunikations- und Verkehrsräumen, nicht etwa aufgrund der Zugehörigkeit zu kulturell oder ethnisch verschiedenen Bevölkerungsgruppen.
Zwischen den 15. und 18. Jahrhundert entstanden die neuhochdeutschen Sprachformen; eine bedeutende Rolle, wenn auch eine geringere als allgemein angenommen, spielte dabei die Bibelübersetzung Martin Luthers. Im alemannischen Raum wurden im 16. und frühen 17. Jahrhundert die alemannischen Schreibformen – wie sie etwa in den Schweizer Bilderchroniken oder den frühesten Ausgaben der Zürcher Bibel vorliegen – zugunsten der neuhochdeutschen Schreibformen aufgegeben. So entstand ein Nebeneinander von alemannischer Grundmundart und Standardsprache. Während noch im 19. Jahrhundert das Verhältnis zwischen diesen Sprachformen im gesamten alemannischen Raum ähnlich war, haben sich im 20. Jahrhundert verschiedene Situationen entwickelt. In Deutschland hat die im 19. Jahrhundert entstandene Standardaussprache der Schriftform einen zunehmenden Einfluss gewonnen, wobei Massenmedien und Binnenmigration eine wichtige Rolle gespielt haben. Dadurch hat die Bedeutung der Grundmundarten abgenommen und es hat sich zwischen Grundmundart und Standardsprache ein fließender Übergang von mehr oder weniger mundartlicher oder standardsprachlicher Umgangssprache entwickelt. In der Schweiz hingegen sind die Mundarten praktisch zur ausschließlichen Umgangssprache geworden, die in einem deutlichen Gegensatz zur hauptsächlich schriftlich verwendeten Standardsprache steht (mediale Diglossie). Auch in denjenigen alemannischen Gebieten, in denen nicht Standarddeutsch die Amts- und Verkehrssprache ist, gibt es diesen signifikanten Bruch zwischen Dialekt und Umgangs- bzw. Standardsprache (in Frankreich/Elsass, in Italien, bedingt in der Schweiz). In den alemannischen/westoberdeutschen Sprachgebieten mit Standarddeutsch als Standardsprache werden sich bestimmte Umgangssprachen zu Dialekten der Zukunft entwickeln, im Elsass und in der Schweiz gibt es aufgrund der stärkeren Abkopplung vom Standarddeutschen eine stärkere Rolle der Grundmundarten. Ob dann noch von einer westoberdeutschen/alemannischen Dialektgruppe gesprochen werden kann, muss sich zeigen.

## Merkmale und Abgrenzung des Alemannischen/Westoberdeutschen

### Problematik
Bezeichnungen wie „alemannisch“, „fränkisch“ oder „bairisch“ suggerieren also eine Kontinuität, eine Verbindung zwischen heutigen Dialektformen und -gebieten und den Sprachen und Siedlungsgebieten historischer Bevölkerungsgruppen. Dies ist jedoch falsch; die Bezeichnungen der Dialektgruppen sind in dieser Hinsicht irreführend (siehe Kapitel „Dialekt- und Sprachgeschichte“). Ebenso verhält es sich mit der Festlegung von Grenzen zwischen diesen Dialektgruppen. Großräumige Mundartgrenzen werden auf Basis wissenschaftlicher Abstraktion dort festgemacht, wo sich verschiedene Einzelgrenzen (Isoglossen) bündeln. Diese Trennlinien sind willkürliche Festlegungen, die das Vorhandensein von Übergangsgebieten/Übergangsdialekten ignorieren. In den Augen vieler wird hier zudem „bestimmt“, wer Alemanne, Schwabe, Franke oder (Sprach-)Baier sei. In Sprachatlanten wird eine eventuell vorhandene diesbezügliche Eigenwahrnehmung der Sprecher nicht abgefragt. Viele Menschen interessieren sich für diese Fragen, weil sie wissen möchten, „zu welcher Herkunftsgruppe vom Menschen […] sie gehören, wo ihre Wurzeln sind“. Diese Fragen werden nur deswegen an die Dialektologie gerichtet, weil sich ihre Sprachbezeichnungen an Identifikation erlaubenden, germanischen Bevölkerungsgruppen orientieren. Allerdings ist auch zu betonen, dass historisch gewachsene Grenzen, etwa konfessioneller oder politischer Art, sehr wohl zu Dialektgrenzen geführt haben, deren Übergangszonen z. T. recht schmal sind (so z. B. im Lechgebiet). Gewisse Schibboleths grenzen die Dialekte wesentlich voneinander ab. So ist z. B. das bairische enk oder es im schwäbischen Dialekt völlig ungebräuchlich, wodurch sich für den Dialektsprecher sofort eine sprachliche und regionale Zuordnung ergibt. Die Frage der sprachlichen Identität ergibt sich letztlich nicht nur durch Selbstdefinition, sondern durch historisch entstandene linguistische Eigenheiten. So sind die genannten alternativen bairischen Pluralformen sonst nur aus dem Gotischen bekannt, während sie den alemannischen Dialekten gänzlich fremd sind.
Vor diesem Hintergrund ist die Heranziehung von Dialektmerkmalen zur äußeren Abgrenzung und inneren Gliederung des Alemannischen/Westoberdeutschen zu sehen. Diese Abgrenzungsmerkmale erzeugen im Einzelfall eine Grenzlinie der Verbreitung (Isoglosse). In der Zusammenschau aller Isoglossen ergeben sich jedoch in der Regel keine festen und eindeutigen Liniengrenzen. Vielmehr ergibt die Summe der verschiedenen sprachlichen Kennzeichen meist mehr oder weniger breite Übergangsgebiete, die mehr oder weniger homogene Sprachareale miteinander verbinden. Ob sich bestimmte Teile eines Übergangsgebietes eher dem einen oder anderen Areal zuordnen lassen (vgl. Grenzorte des alemannischen Dialektraums), könnte nicht nur sprachwissenschaftlich beantwortet werden, sondern auch anhand von Zugehörigkeitsgefühlen oder ähnlichen Wahrnehmungen der einzelnen Sprecher.

### Einzelne mögliche Abgrenzungsmerkmale zu Nachbarmundarten
Reflexe der mittelhochdeutschen Diphthonge [iə] [uə] [yə] bzw. der mittelhochdeutsche Monophthonge [iː] [uː] [yː]:
| mittelhdt. | standarddt. | schwäb. | oberrheinalem. | südfränk. |
| ---------- | ----------- | ------- | -------------- | --------- |
| guot       | gut         | guat    | guet           | gut       |
| hūs        | Haus        | Hous    | Huus           | Haus      |

Wortinitiale Lenisierung:
| standarddt. | schwäb. | ostfränk. |
| ----------- | ------- | --------- |
| Tag         | Daag    | Doog      |
| täte        | däät    | daad      |

| standarddt. | schwäb. | bair. |
| ----------- | ------- | ----- |
| euch        | uich    | enk   |
| dir         | dior    | dir   |

### Einzelne mögliche innere Abgrenzungsmerkmale
| standarddt. | schwäbisch | niederalem. |
| ----------- | ---------- | ----------- |
| Haus        | Hous       | Huus/Hüüs   |
| Zeit        | Zeit       | Ziit        |

| standarddt. | schwäb. | niederalem. | hochalem. |
| ----------- | ------- | ----------- | --------- |
| Kind        | Kend    | Kind        | Chind     |

| standarddt. | hochalem. | höchstalem.      | Bemerkung                                       |
| ----------- | --------- | ---------------- | ----------------------------------------------- |
| schneien    | schneie   | schnii-e, schnye | Im Höchstalem. keine Diphthongierung im Hiatus. |
| Horn        | Horn      | Ho(o)re          |                                                 |
| trinken     | trinkche  | triiche, tringge |                                                 |

| standarddt. | schwäb. | bodenseealem. | oberrheinalem. |
| ----------- | ------- | ------------- | -------------- |
| oben        | oba     | obe           | owe            |

| standarddt. | nieder-/hoch-/höchstalem. | schwäb.   |
| ----------- | ------------------------- | --------- |
| Stein       | Stai                      | Stoa/Stoe |

Zwischen nieder- und hochalemannisch ist der signifikanteste Unterschied die Aussprache des Lautes -ch- nach den Vokalen -e-, -i-, -ä-, -ö-, -ü- und Konsonanten: Im Niederalemannischen (und im benachbarten Schwäbisch) wird dieser Laut wie im Standarddeutschen ausgesprochen („Becher“; [ç]), im Hochalemannischen wie -ch- in Bach ([x]).
Das Diminutiv (Verkleinerungsform) wird in allen alemannischen Großdialekten oft verwendet. In den nördlichen und östlichen Dialekten wird es durch das Suffix -le (sg.) und -la (pl.), in den südlichen Dialekten durch das Suffix -li ausgedrückt (z. B. Heisle/Heisla – Hüüsli für „Häuschen“, Kendle/Kendla – Chindli für „Kindlein“).
Die in Vorarlberg gesprochenen hochalemannischen (nicht aber die dort ebenfalls gesprochenen höchstalemannischen) Dialekte unterscheiden sich von den in der Schweiz gesprochenen unter anderem dadurch, dass keine Verschiebung von /k/ zu /ch/ stattgefunden hat, und anstatt der Verkleinerungsendung -li wird dort die Endung -le verwendet.
In der Höflichkeitsform wird im Hoch- und Höchstalemannischen, etwa im Berndeutschen, im Walliserdeutschen, in der Innerschweiz und im Appenzellerland, aber ebenso im alten Schwäbisch, oft die 2. Person Plural „Ihr“ verwendet: Für „Möchten Sie noch ein Stück?“ heißt es also Weit-er no nes Stück? / Welltid-er no as Stick? / Wend-er no es Stuck? Im alten Baseldeutsch wird oft die 3. Person Singular als Höflichkeitsform verwendet; statt „Steigen Sie auch aus?“ heißt es Stygt dr Herr au us? („Steigt der Herr auch aus?“).

## Dialekt oder Sprache?
Eine Verständlichkeit des Alemannischen für andere Dialektsprecher oder der hochdeutschen Standardsprache ist je nach Ausprägung mehr oder weniger schwierig. Nach dem Kriterium der gegenseitigen Verständlichkeit verhält sich das Alemannische zu den weiter entfernt liegenden Dialektgebieten wie eine andere Sprache.
Das Alemannische als Teil eines Dialektkontinuums wechselt übergangslos in andere Varietäten. Seine Verständlichkeit ist ein subjektiver Faktor, der je nach Alter, Wohnort, Bildungsstand und persönlicher Prägung der befragten Personen stark variieren kann, außerdem davon abhängt, wie gegenseitige Verständlichkeit überhaupt definiert wird. Weiterhin könnte man so gleich mehrere eigenständige alemannische Sprachen unterscheiden, da die gegenseitige Verständlichkeit auch unter den alemannischen Dialektsprechern nicht immer gewährleistet ist. In dieser Hinsicht werden oft das Schwäbische und das Höchstalemannische – wird auch in der alemannischen Schweiz nicht von jedem verstanden –, getrennt aufgeführt.
Da im hoch- und niederdeutschen Sprachraum unter sprachlich verwandten Varietäten meistens nur diejenigen als eigenständige Sprachen gelten, die das Kriterium als Ausbausprache (Standardsprache) erfüllen, wird das Alemannische überwiegend als regionale Varietät des oberdeutschen Sprachraumes angesehen. Da die Sprecher alemannischer Dialekte, zumindest in Südwestdeutschland und der Deutschschweiz, die hochdeutsche Standardsprache als Dachsprache (Schriftsprache) nutzen, gibt es nur geringe Tendenzen hin zur gemeinsamen Ausbausprache. Zumindest innerhalb der Schweiz vollzieht sich eine Entwicklung, die – wenn auch nur langsam – den alemannischen Dialekten den Rang von Kulturdialekten zuweist.
In Frankreich hat dagegen das Elsässische den Status einer Regionalsprache, und mit Orthal gibt es seit 2003 den Versuch, die elsässischen Dialekte zu standardisieren und damit die Tendenz zu einer Ausbausprache.

### Seit 2000
- Helen Christen: Alemannisch in der Schweiz. In: Joachim Herrgen, Jürgen Erich Schmidt: Sprache und Raum. Ein internationales Handbuch der Sprachvariation. Band 4: Deutsch (= Handbücher zur Sprach- und Kommunikationswissenschaft. Band 30.4). De Gruyter Mouton, Berlin/Boston 2019, ISBN 978-3-11-018003-9, S. 246–279.
- Tobias Streck: Alemannisch in Deutschland. In: Joachim Herrgen, Jürgen Erich Schmidt: Sprache und Raum. Ein internationales Handbuch der Sprachvariation. Band 4: Deutsch (= Handbücher zur Sprach- und Kommunikationswissenschaft. Band 30.4). De Gruyter Mouton, Berlin/Boston 2019, ISBN 978-3-11-018003-9, S. 206–245.
- Helen Ahner, Hubert Klausmann (Hrsg.): Dialekt und Öffentlichkeit. Beiträge zur 18. Arbeitstagung zur alemannischen Dialektologie. Tübingen 2015.
- Dominique Huck (Hrsg.): Alemannische Dialektologie: Dialekte im Kontakt. Beiträge zur 17. Arbeitstagung für alemannische Dialektologie in Strassburg vom 26.–28.10.2011. Stuttgart 2014 (ZDL-Beiheft 155).
- Hermann Niebaum, Jürgen Macha: Einführung in die Dialektologie des Deutschen. 3. Auflage. Tübingen 2014, ISBN 978-3-11-033386-2.
- Karl-Heinz Göttert: Alles außer Hochdeutsch. Ein Streifzug durch unsere Dialekte. Berlin 2011, Seiten 11–58, 226–250 (Kapitel Alemannisch und Schwäbisch) und 281–305.
- Wolfgang Homburger, Wolfgang Kramer, R. Johanna Regnath, Jörg Stadelbauer (Hrsg.): Grenzüberschreitungen. Der alemannische Raum – Einheit trotz der Grenzen? Ostfildern 2012 (Veröffentlichung des Alemannischen Instituts Freiburg i. Br., Nr. 80) [zum Sprachlichen S. 87–197].
- Helen Christen, Sybille Germann, Walter Haas u. a. (Hrsg.): Alemannische Dialektologie: Wege in die Zukunft. Beiträge zur 16. Tagung für alemannische Dialektologie in Freiburg/Fribourg vom 07.–10.09.2008. Stuttgart 2010 (ZDL-Beiheft 141).
- Hubert Klausmann (Hrsg.): Raumstrukturen im Alemannischen. Beiträge der 15. Arbeitstagung zur alemannischen Dialektologie, Schloss Hofen, Lochau (Vorarlberg) vom 19.–21.9.2005. Graz-Feldkirch 2006 (Schriften der Vorarlberger Landesbibliothek 15).
- Eckhard Eggers (Hrsg.): Moderne Dialekte – neue Dialektologie. Akten des 1. Kongresses der Internationalen Gesellschaft für Dialektologie des Deutschen (IGDD) am Forschungsinstitut für Deutsche Sprache „Deutscher Sprachatlas“ der Philipps-Universität Marburg vom 5.–8. März 2003, Stuttgart 2005.
- Arnulf Krause: Die Geschichte der Germanen. Frankfurt/Main u. a. 2005.
- Elvira Glaser, Peter Ott, Rudolf Schwarzenbach (Hrsg.): Alemannisch im Sprachvergleich. Beiträge zur 14. Arbeitstagung für Alemannische Dialektologie in Männedorf (Zürich) vom 16.–18.9.2002. Stuttgart 2004 (ZDL-Beiheft 129).
- Edith Funk, Werner König, Manfred Renn (Hrsg.): Bausteine zur Sprachgeschichte. Referate der 13. Arbeitstagung zur alemannischen Dialektologie in Augsburg (29.9.–3.10.1999). Heidelberg 2000 (Sprache – Literatur und Geschichte 19).
- Dieter Stellmacher (Hrsg.): Dialektologie zwischen Tradition und Neuansätzen. Beiträge der Internationalen Dialektologentagung, Göttingen, 19.–21. Oktober 1998. Stuttgart 2000 (ZDL-Beiheft 109).
- Frank Siegmund: Alemannen und Franken. Berlin 2000.

### 1980er und 1990er
- Arno Ruoff, Peter Löffelad (Hrsg.): Syntax und Stilistik der Alltagssprache. Beiträge der 12. Arbeitstagung zur alemannischen Dialektologie, 25. bis 29. September 1996 in Ellwangen/Jagst, Tübingen 1997 (Idiomatica 18).
- Heinrich Löffler (Hrsg.): Alemannische Dialektforschung. Bilanz und Perspektiven. Beiträge zur 11. Arbeitstagung alemannischer Dialektologen. Basel/Tübingen 1995 (Basler Studien zur deutschen Sprache und Literatur 68).
- Volker Schupp (Hrsg.): Alemannisch in der Regio. Beiträge zur 10. Arbeitstagung alemannischer Dialektologen in Freiburg/Breisgau 1990. Göppingen 1993 (= Göppinger Arbeiten zur Germanistik. Band 593).
- Marthe Philipp, Arlette Bothorel-Witz: Low Alemannic. In: German Dialects. Phonology & Morphology, with selected texts. Manchester University Press, Manchester 1961, S. 313–336.
- Charles V. J. Russ: High Alemannic. In: German Dialects. Phonology & Morphology, with selected texts. Manchester University Press, Manchester 1961, S. 364–393.
- Charles V. J. Russ: Swabian. In: German Dialects. Phonology & Morphology, with selected texts. Manchester University Press, Manchester 1961, S. 337–363.
- Marthe Philipp (Hrsg.): Alemannische Dialektologie im Computer-Zeitalter. 9. Arbeitstagung alemannischer Dialektologen in Strassburg, September 1987. Kümmerle Verlag, Göppingen 1990 (= Göppinger Arbeiten zur Germanistik. Band 535), ISBN 3-87452-776-X.
- Peter Wiesinger: Bibliographie zur Grammatik der deutschen Dialekte [1981 bis 1985 und Nachträge]. Bern 1987.
- Eugen Gabriel, Hans Stricker (Hrsg.): Probleme der Dialektgeographie. 8. Arbeitstagung alemannischer Dialektologen, Triesenberg, Fürstentum Liechtenstein, 20.–22. September 1984. Bühl/Baden 1987 (Veröffentlichung des Alemannischen Instituts Freiburg i. Br. 58).
- Rudolf Hotzenköcherle: Dialektstrukturen im Wandel. Gesammelte Aufsätze zur Dialektologie der deutschen Schweiz und der Walsergebiete Oberitaliens. Aarau 1986 (Sprachlandschaft 1).
- Rudolf Hotzenköcherle: Die Sprachlandschaften der deutschen Schweiz. Aarau 1984 (Sprachlandschaft 2).
- Hugo Steger: Raumgliederung der Mundarten. Vorstudien zur Sprachkontinuität im deutschen Südwesten. Stuttgart 1983.
- Walter Haas, Anton Näf (Hrsg.): Wortschatzprobleme im Alemannischen. 7. Arbeitstagung alemannischer Dialektologen, Freiburg i. Ü., 1.–3. Oktober 1981. Freiburg 1983 (Germanistica Friburgensia 7).
- Andreas Lötscher: Schweizerdeutsch. Geschichte, Dialekte, Gebrauch. Huber, Frauenfeld 1983, ISBN 3-7193-0861-8.
- Klaus J. Mattheier (Hrsg.): Aspekte der Dialekttheorie. Tübingen 1983.
- Werner Besch, Ulrich Knoop, Wolfgang Putschke, Herbert Ernst Wiegand (Hrsg.): Dialektologie. Ein Handbuch zur deutschen und allgemeinen Dialektforschung. 2 Halbbände. Berlin / New York 1982/83.
- Peter Wiesinger: Bibliographie zur Grammatik der deutschen Dialekte [1800 bis 1980], Bern 1982.
- Werner König, Hugo Stopp (Hrsg.): Historische, geographische und soziale Übergänge im alemannischen Sprachraum. 6. Arbeitstagung alemannischer Dialektologen in Augsburg, Oktober 1978. München 1980 (Schriften der Philosophischen Fakultäten der Universität Augsburg 16).

### Vor 1980
- Raymond Matzen: Der alemannische Sprachraum. In: Nachrichten aus dem Alemannischen, Band 3, hrsg. von Adrien Finck u. a. Hildesheim 1979, S. 177–192.
- Werner König: dtv-Atlas zur deutschen Sprache. 1. Auflage München 1978, 18. Auflage (zusammen mit Stephan Elspass, Robert Möller). München 2015.
- Josef Zehrer, Eugen Gabriel: Beiträge zur Semantik. 5. Arbeitstagung alemannischer Dialektologen in Bezau, Bregenzerwald, vom 1.–3. Mai 1975. Dornbirn 1978.
- Westoberdeutsch. In: Lexikon der germanistischen Linguistik. Tübingen 1973, S. 355–363; 2. Auflage 1980, S. 482–486.
- Peter Wiesinger: Phonetisch-phonologische Untersuchungen zur Vokalentwicklung in den deutschen Dialekten. Band 1 und 2. Walter de Gruyter, Berlin 1970 (Studia Linguistica Germanica 2).
- Paul Zinsli: Walser Volkstum in der Schweiz, in Vorarlberg, Liechtenstein und Italien. Erbe, Dasein, Wesen. 1. Auflage Chur 1968, 7. Aufl. Chur 2002.
- Ernest Beyer: A la limite des dialectes alsaciens et lorraines. In: L’ouvrage de la Societé Savante d’Alsace et des Régions de l’Est. 1957, S. 335–383.
- Karl Bohnenberger: Die alemannische Mundart. Umgrenzung, Innengliederung und Kennzeichnung. Tübingen 1953.
- Gerhard Eis: Historische Laut- und Formenlehre des Mittelhochdeutschen. Carl Winter, Heidelberg 1950 (= Sprachwissenschaftliche Studienbücher); Lizenzausgabe: VEB Max Niemeyer Verlag, Halle (Saale) 1958, S. 155–157: Alemannisch.
- Bruno Boesch: Untersuchungen zur alemannischen Urkundensprache des 13. Jahrhunderts. Laut- und Formenlehre. Bern 1946.
- Leo Jutz: Die alemannischen Mundarten. Halle 1931.

### Sprachatlanten
- Werner König, Renate Schrambke: Die Sprachatlanten des schwäbisch-alemannischen Raumes. Baden-Württemberg, Bayerisch-Schwaben, Elsass, Liechtenstein, Schweiz, Vorarlberg. Bühl 1999.
- Deutscher Sprachatlas, aufgrund des Sprachatlas des Deutschen Reichs von Georg Wenker begonnen von Ferdinand Wrede, fortgesetzt von Walther Mitzka und Bernhard Martin, Marburg 1927–1956.
  - Kleiner deutscher Sprachatlas, 1984–1999.
- Deutscher Wortatlas, Bände 1–22, 1951–1980.

Von West nach Ost:
- Atlas Linguistique et Ethnographique de l’Alsace. Strasbourg 1969 ff.
- Südwestdeutscher Sprachatlas, 1989–2012.
  - Hubert Klausmann u. a.: Kleiner Dialektatlas. Alemannisch und Schwäbisch in Baden-Württemberg. Waldkirch 2001.
- Reinhard Johler, Hubert Klausmann: Sprechender Sprachatlas/. von Baden-Württemberg. Ludwig-Uhland-Institut für Empirische Kulturwissenschaft an der Universität Tübingen, 5. März 2020, abgerufen am 10. Januar 2021.
  - Hubert Klausmann: Kleiner Sprachatlas von Baden-Württemberg. Verlag Regionalkultur, Heidelberg/Ubstadt-Weiher/Stuttgart/Speyer/Basel 2020, ISBN 978-3-95505-210-2.
- Wolfgang Kleiber u. a.: Historischer südwestdeutscher Sprachatlas. Aufgrund von Urbaren des 13.–15. Jahrhundert, Bern u. a. 1979.
- Bayerischer Sprachatlas (BSA): Sprachatlas von Bayerisch-Schwaben, 1996 ff.
  - Werner König und Manfred Renn: Kleiner Sprachatlas von Bayerisch-Schwaben (KSBS). Augsburg 2007 (2. Auflage).
- Sprachatlas der deutschen Schweiz, 1962–2003.
  - Helen Christen, Elvira Glaser und Martin Friedli (Hrsg.): Kleiner Sprachatlas der deutschen Schweiz. Frauenfeld 2010 (mehrere weitere Auflagen).
  - Adrian Leemann, Carina Steiner, Melanie Studerus, Linus Oberholzer, Péter Jeszenszky, Fabian Tomaschek, Simon Kistler: Dialäktatlas. 1950 bis heute. vdf Hochschulverlag, Zollikon 2024, ISBN 978-3-7281-4183-5; digital: Downloads.
- Vorarlberger Sprachatlas. Mit Einschluss des Fürstentums Liechtenstein, Westtirols und des Allgäus (VALTS), 1985–2005.
  - Hubert Klausmann: Kleiner Sprachatlas von Vorarlberg und Liechtenstein. Innsbruck 2012.

### Historische und andere Atlanten mit Sprachgeographie
- Historischer Strukturatlas der Schweiz, Baden 2001
- Historischer Atlas von Baden-Württemberg, 1976–1988
- Atlas der Schweiz, Wabern 1965–1978, Tafel 27/27a
- Historischer Atlas der Schweiz, hrsg. von Hektor Ammann und Karl Schib, 2. Aufl., Aarau 1958
- Historischer Atlas von Bayerisch-Schwaben, 1. Aufl. 1955, 2. Aufl. seit 1982
- Historischer Atlas von Bayern, seit 1945
- Elsass-Lothringischer Atlas, hrsg. von Georg Wolfram und Werner Gley. Frankfurt a. M. 1931
- Historischer Atlas der österreichischen Alpenländer, 1906–1959

### Zeitschriften
- Alemannia, 1873–1917
- Alemannisches Jahrbuch, hrsg. vom Alemannischen Institut, Freiburg/Br., 1953 ff.
- Beiträge zur deutschen Philologie (BDPH)
- Deutsche Dialektographie (bis Band 100 „Deutsche Dialektgeographie“) (DDG)
- Germanisch-romanische Monatszeitschrift (GRM)
- Montfort. Vierteljahresschrift für Geschichte und Gegenwart Vorarlbergs, seit 1946
- Teuthonista
- Zeitschrift für Dialektologie und Linguistik (ZDL)
- Zeitschrift für deutsche Mundarten (ZDM)
- Zeitschrift für deutsche Philologie (ZDPH)
- Zeitschrift für deutsche Sprache (ZDS)
- Zeitschrift für Germanistik und Linguistik (ZGL)
- Zeitschrift für hochdeutsche Mundarten (ZHM)

### Reihen
- Beiträge zur Schweizerdeutschen Grammatik (BSG; 1910–1941)
- Beiträge zur schweizerdeutschen Mundartforschung (BSM; 1949–1982)

### Wörterbücher
- Alemannisches Wörterbuch. Von Rudolf Post unter Mitarbeit von Friedel Scheer-Nahor. Karlsruhe 2009 (Schriftenreihe der Badischen Heimat).
- Bayerisches Wörterbuch, 1995 ff.
- Wörterbuch der bairischen Mundarten in Österreich, 1963 ff.
- Badisches Wörterbuch, 1940 ff.
- Schwäbisches Wörterbuch, 1904–1936
- Schweizerisches Idiotikon, 1881 ff.
- Wörterbuch der elsässischen Mundarten, 1899–1907